# Rúben Lameiras
Rúben Lameiras, né le 22 décembre 1994 à Lisbonne au Portugal, est un footballeur portugais évoluant au poste d'ailier au Casa Pia AC.

## Biographie
Rúben Lameiras est formé au club londonien du Tottenham Hotspur de 2011 à 2014. Il ne joue aucun match avec les Spurs et se fait prêter en 2015 à l'Åtvidabergs FF. 
Lameiras joue son premier match professionnel le 5 avril 2015 contre l'IFK Göteborg en Allsvenskan. Il prend part à onze rencontres de championnat avant de revenir en Angleterre.
Au mois de juillet 2015, Lameiras signe au Coventry City. Le Portugais dispute sa première rencontre le 8 août 2015 lors d'un succès 2-0 face au Wigan Athletic en League One. Le 15 août, Lameiras marque son premier but professionnel face à Millwall.
La saison suivante, Lameiras soulève son premier trophée en carrière en remportant l'EFL Trophy, compétition dans laquelle il marque trois buts en six rencontres.
Après deux saisons discrètes à Coventry, Lameiras rejoint le Plymouth Argyle. 
Il inscrit onze buts en League One (D3), lors de la saison 2018-2019. Il est notamment l'auteur de deux doublés cette saison là, contre Oxford United et son ancien club de Coventry City. Plymouth est néanmoins relégué à l'issue de l'exercice et l'avenir du Portugais dans le club semble incertain.
Le 24 juin 2019, Lameiras signe au FC Famalicão pour quatre saisons.
Il découvre la Liga NOS le 10 août 2019 face au CD Santa Clara. Le 23 septembre, Lameiras marque contre le Sporting Portugal et contribue à un succès 1-2 à l'extérieur.

## Statistiques
| Saison                | Club                  | Championnat           | Championnat | Championnat | Championnat | Coupe nationale | Coupe nationale | Coupe nationale | Coupe de la Ligue | Coupe de la Ligue | Coupe de la Ligue | EFL Trophy | EFL Trophy | EFL Trophy | Total | Total | Total |
| Saison                | Club                  | Division              | M.          | B.          | P.d.        | M.              | B.              | P.d.            | M.                | B.                | P.d.              | M.         | B.         | P.d.       | M.    | B.    | P.d.  |
| 2015                  | Åtvidabergs FF (prêt) | Allsvenskan           | 11          | 0           | 0           | -               | -               | -               | -                 | -                 | -                 | -          | -          | -          | 11    | 0     | 0     |
| 2015-2016             | Coventry City         | League One            | 29          | 2           | 2           | 1               | 0               | 0               | 1                 | 0                 | 0                 | 1          | 0          | 0          | 32    | 2     | 2     |
| 2016-2017             | Coventry City         | League One            | 27          | 1           | 3           | 2               | 0               | 0               | 2                 | 1                 | 1                 | 6          | 3          | 0          | 37    | 5     | 4     |
| 2017-2018             | Plymouth Argyle       | League One            | 34          | 6           | 8           | -               | -               | -               | 1                 | 0                 | 0                 | 2          | 0          | 1          | 37    | 6     | 9     |
| 2018-2019             | Plymouth Argyle       | League One            | 41          | 11          | 6           | 2               | 1               | 0               | -                 | -                 | -                 | 2          | 0          | 0          | 45    | 12    | 6     |
| 2019-2020             | FC Famalicão          | Liga NOS              | 7           | 1           | 3           | -               | -               | -               | 1                 | 0                 | 0                 | -          | -          | -          | 8     | 1     | 3     |
| Total sur la carrière | Total sur la carrière | Total sur la carrière | 149         | 21          | 22          | 5               | 1               | 0               | 5                 | 1                 | 1                 | 11         | 3          | 1          | 170   | 26    | 24    |

## Palmarès
Coventry City
- EFL Trophy
  - Vainqueur en 2017.